# 1932年7月德国国会选举
1932年7月德国国会选举是魏玛共和国第6届国会选举，于1932年7月31日在柏林举行，紧接着9月份国会被帕彭总理提前解散。选前的一份由国际社会主义战斗联盟起草并得到程琪英（程远）、阿尔伯特·爱因斯坦、凯绥·柯勒惠支夫妇、海因里希·曼等33位知名人士签署的《为团结的紧急呼吁》号召社民党和共产党联合起来反对崛起的法西斯纳粹，但未得到双方的响应。
本次国会选举中，由阿道夫·希特勒领导的纳粹党迅速崛起，第一次成为了议会的最大党派；加上德国共产党仍旧很强，反对魏玛共和制度的党派占了国会多数席位，支持共和制度的党派即使一致合作也无法组成政府。结果，纳粹党私下默许帕彭内阁继续执政，作为交换，帕彭解除了对冲锋队的禁令。
1. ↑  Thomas Kampen. . Sinologie Heidelberg Alumni Netzwerk. Newsletter Juni 2017 Nr. 91. 2017  [2023-12-15]. （原始内容存档于2023-12-15） （德语）.